# لوكهيد نموذج 8 سيريوس
لوكهيد نموذج 8 سيريوس (بالإنجليزية: Lockheed Model 8 Sirius)‏ هي طائرة منافع ونقل ركاب، أحادية السطح وبمحرك واحد. أُنتجت في الولايات المتحدة. من صناعة شركة لوكهيد. كان أول طيران لها في 1929. دخلت الخدمة في 1929.